# Лейни Даян Рич
Лейни Даян Рич (на английски: Lani Diane Rich) е американска писателка на бестселъри в жанра съвременен и паранормален любовен роман. Пише и под псевдонима Луси Марч (на английски: Lucy March).

## Биография и творчество
Лейни Даян Рич е родена на 7 юли 1971 г. в Пъкипсий, щат Ню Йорк, САЩ, в семейството на Чалз Рич и Джойс Джеман. След гимназията работи на различни временни работни места, вкл. в сектора на риболова в Аляска и като помощник пиротехник. В Аляска среща и се омъжва за първия си съпруг.
После в периода 1993 – 1998 г. учи в Университета на Сиракюз и получава бакалавърска степен по радио и телевизия. След дипломирането си става театрален критик на свободна практика и маркетинг консултант. В периода 1999 – 2001 г. е творчески ръководител на отдели в телевизиите KTVA SBS и FOX4 KTBY.
Първият ѝ любовен роман „Time Off for Good Behaviour“ е публикуван през 2004 г. Той става бестселър и е удостоен с престижната награда „РИТА“.
От 2004 г. преподава творческо писане на семинари в страна и от 2005 г. е асоцииран преподавател към Университета на Сиракюз.
От 2008 г. започва да си сътрудничи с писателките Дженифър Крузи и Ан Стюърт за написването на съвместни произведения.
През 2010 г. под влияние на емоционалния си развод започва да пише собствен блог.
През 2012 г. е издаден първият ѝ паранормален любовен роман „A Little Night Magic“ от поредицата „Водопадите Нодъуей“.
Омъжва се повторно за Алистър Стивънс. Заедно с него пишат за онлайн обучения по творческо писане към „StoryWonk.com“.
Лейни Даян Рич живее със семейството си, и с приятелката си писателката Дженифър Крузи, в Ню Ричмънд, Охайо.

## Произведения

### Като Лейни Даян Рич

#### Самостоятелни романи
- Time Off for Good Behaviour (2004) – награда „РИТА“ за най-добър първи роман
- Maybe Baby (2005)
- Ex and the Single Girl (2005)
- The Comeback Kiss (2006)
- The Fortune Quilt (2007)
- A Little Ray of Sunshine (2008)
- Dogs and Goddesses (2009) – с Дженифър Крузи и Ан Стюърт

#### Серия „Сестрите Дейли“ (Daly Sisters)
1. Crazy in Love (2007)
2. Wish You Were Here (2008) – с Дженифър Крузи и Ан Стюърт
Искам те до мен, изд.: Санома Блясък България, София (2013), прев. Таня Гарабедян

### Като Луси Марч

#### Серия „Водопадите Нодъуей“ (Nodaway Falls)
1. A Little Night Magic (2012)
2. That Touch of Magic (2014)
3. For Love or Magic (2015)